# Satous constrictus
Satous constrictus là một loài tò vò trong họ Ichneumonidae.